# 綏靖公署
綏靖公署是中華民國國民政府在國共內戰時期設置之機關。簡稱綏署，是在作戰區域或非作戰區負責指揮局部戰爭，組織訓練兵員，徴集軍糧，並全權指揮其所轄省縣級行政機關，以區域或綏靖公署所在地為名稱:18。國軍為了進攻中國共產黨，劃全國為若干綏靖區，在區中心城市設綏靖公署，除負責指揮軍事外，還控制區內政治、經濟和社會活動:3080。綏靖公署在戰區指揮所轄省縣行政機關，按《綏靖公署組織條例》設立，負責訓練兵員、征集軍糧等戰爭事宜。

## 沿革
动员戡乱体制由来已久，最初来自于绥靖体制。绥靖的本义是指维护地方治安。第一次国共合作期间，在1926年广东南路行政委员公署下，行政委员甘乃光，报告当时的广州国民政府。因阳江地区土匪和流民太多，所以成立绥靖委员会处理相关事宜，并附上了组织法等。绥靖委员会主席由中国共产党员，毛泽东同学陈章甫担任。陈章甫在报告中汇报了派军剿匪，组织农会，安置流民等成果。广东南路行政委员公署在回文中予以了充分肯定，并上报广州国民政府，希望照此经验来成立绥靖委员会。
1930年，國民政府為圍剿中國工農紅軍，開始將全國劃為若干綏靖區。1932年2月6日国民政府重建军事委员会起，在綏靖區中心城市設立綏靖公署，負責指揮區內軍事和控制區內政治、經濟及社會生活。一般每省设立一个，情况特殊的地区（与红军作战）则在两省或者数省边区设一个。全國共設綏靖公署十餘處:257。綏靖公署設主任一人，一般為上將軍官，由國民政府特任，隸屬於國民政府軍事委員會，並受軍政部部長和參謀總長指揮。:257根據規定，綏靖區內部隊、地方縣政府及水陸公安警察，保安隊和民團，綏靖主任可隨時指揮調動。綏靖公署內設參謀長和參謀、經理、軍法等處，承綏靖主任指揮，分管各項事務。:257
抗日战争爆发后，绥靖公署或被裁撤、或被改组为“集团军”编制。
抗战胜利后，各战区纷纷改编为绥靖公署。如：胡宗南第一战区改编为“西安绥靖公署”、阎锡山第二战区改编为“太原绥靖公署”、顾祝同第三战区改编为“徐州绥靖公署”、刘峙第五战区改编为“郑州绥靖公署”、余汉谋第七战区改编为“衢州绥靖公署”、傅作义第十二战区改编为“张垣绥靖公署”等。

## 各綏靖公署

### 豫鄂皖边区绥靖督办公署
督办李鸣钟。 1930年12月上旬，集结10万人对鄂豫皖革命根据地发动第一次围剿。红军与敌激战后，下旬转移至外线作战。1931年1月初，红军在商城连连歼敌，粉碎了国民党军对鄂豫皖边区的第一次围剿。

### 豫鄂皖边区绥靖主任公署
1936年9月18日成立于安徽六安，指挥河南、湖北、安徽三省交界处的驻军，1937年8月18日改编为第14集团军。主任卫立煌。

### 北平綏靖公署
主任張學良（1931年11月15日至1932年8月16日）。1932年8月20日裁撤。

### 驻陕绥靖公署
主任杨虎城

### 驻豫特派绥靖主任公署
1931年12月8日国民政府特派驻豫绥靖主任公署在开封成立。主任劉峙（1931年11月30日至1937年4月18日），副主任王树常（1937年4月18日至1938年）。统辖驻皖豫各部。
1932年2月3日国民政府特派驻豫绥靖主任公署为进攻鄂豫皖革命根据地，特划罗山、光山、固始、商城、潢川、息县、正阳、信阳等县为豫南特别区，并成立特别区抚绥委员会，以张钫为委员长。是日，张钫等在信阳宣誓就职。

### 豫皖绥靖主任公署
1935年12月12日在开封设豫皖绥靖主任公署，以刘峙为主任，并免去刘峙特派驻豫绥靖公署主任及河南省政府主席职，任商震为河南省政府主席。1937年8月2日改编为第2集团军。
1938年2月24日裁撤，改为第一集团军。

### 駐贛綏靖公署
主任何應欽（1931年11月30日至12月3日），朱紹良（1931年12月3日至1932年），顧祝同（1934年11月27日至1935年10月3日）。
设交通处。

### 驻鄂特派绥靖主任公署
主任何成濬（1931年11月30日至1936年12月1日:5289）。

### 太原綏靖公署
主任閻錫山（1932年2月20日至1937年8月、1947年2月至1949年）。1932年2月20日，国民政府令设太原绥靖公署。7天后，太原绥靖公署正式成立，下野年餘的阎锡山出任主任。1945年7月裁撤:243, 1039。副主任楊愛源、孫楚，參謀長杜春沂:258。1947年2月，原第二戰區長官部改組為太原綏靖公署，主任閻錫山:48。中将参谋长赵世玲。

### 廣州（廣東）綏靖公署
1936年7月13日成立于广东广州，1937年8月20日起先后与第四战区司令长官部、第七战区司令长官部合署办公。抗战胜利后为衢州绥靖主任公署。1949年11月2日撤销穗綏靖公署。
主任陳濟棠（1932年3月30日至1936年7月13日），余漢謀（1936年7月13日至1945年8月），張發奎（1945年8月至1946年），宋子文（1948年8月5日至1949年1月21日），余漢謀（1949年1月21日－）。:242
1948年，黄镇球、邓龙光、繆培南、张达、徐景唐、吴奇伟、梁华盛任副主任。辖6个旅。

### 南寧綏靖公署
主任李宗仁（1932年3月30日至1936年）。

### 广西绥靖主任公署
1936年7月13日成立于广西桂林，1937年8月起与广西省政府合署办公，1945年7月10日撤销。
主任李宗仁（1936年7月13日至7月25日），黃紹竑（1936年7月25日至8月16日），李宗仁（1936年8月16日至1937年2月26日），李宗仁（1937年2月26日至1945年8月）；副主任白崇禧；參謀長徐啟明；副參謀長呂竟明:258。1945年7月裁撤:242。
设政治部。

### 駐閩綏靖公署
1934年11月27日成立于福建建瓯，1939年3月8日改编为第25集团军。1945年8月裁撤。:242
主任：
1. 蔣光鼐（1932年6月1日至12月7日）
2. 蔡廷鍇（1932年7月16日至1933年12月15日）
3. 蔣鼎文（1934年11月27日至1937年11月17日）
4. 陳誠（1937年9月10日－）
5. 陳儀（1937年11月17日至1945年8月）。

### 駐甘綏靖公署
主任朱紹良（1933年9月28日至1937年1月5日），王樹常（1937年1月5日至4月28日）。1937年6月29日裁撤。:1056

### 駐黔綏靖公署
主任薛岳（1935年2月21日至1936年8月），劉興（1936年8月代）。1937年裁撤。

### 冀察綏靖公署
主任宋哲元（1935年12月26日至1937年7月）、张自忠（1937年7月至8月）。辖华北四省市(北平、天津、河北、察哈尔)。

### 駐皖綏靖公署
主任劉峙（1935年12月12日至1937年）。

### 駐湘綏靖公署
主任何鍵（1936年4月30日至11月5日）。

### 苏浙边区绥靖公署
1936年12月5日在浙江嘉兴成立，绥署主任张发奎。
1937年8月6日在嘉兴改编为第8集团军。1938年6月9日改编为第2兵团。

### 滇黔綏靖公署
1935年2月2日，蒋介石任命龙云为“中央剿匪军”第二路军总司令，薛岳为前敌总指挥，辖第一纵队（吴奇伟中央军4个师）、第二纵队（周浑元中央军4个师）、第三纵队（孙渡滇军4个旅）、第四纵队（王家烈黔军4个师，犹国才升任纵队司令）、第五纵队（李云杰师）、第六纵队（郭勋祺川军1个师）、第七纵队（李韫珩1个师）、第八纵队（上官云相中央军2个师）。1935年5月中旬，蒋介石亲赴昆明安抚龙云，但凡龙云要求蒋补发的各项费用，蒋都从宽批发，并口头上答应龙云，将来成立“滇黔绥靖公署”统率两省军政，由龙云主持。设滇黔绥靖公署政治训练处。1936年(民国二十五年)1月，红军二、六军团长征到达贵州毕节，4月28日蒋介石任命龙云为“滇黔剿匪军”总司令，刘建绪为前敌总指挥，率郭汝栋、樊崧甫、李觉3个纵队入滇。6月1日两广事变暴发，龙云表态支持中央。8月2日国民政府宣布撤销滇黔剿匪总司令部，改设“滇黔绥靖公署”，龙雲为主任。抗战爆发前辖：
- 独立第1旅刘正富
- 独立第2旅安恩溥
- 独立第3旅杨宏光独立
- 第5旅鲁道源
- 独立第7旅龚顺壁
- 独立第9旅张冲

1945年7月裁撤:242。1945年10月3日，杜聿明在昆明发动“十·三”政变，免去龙云本兼各职，调任军事委员会军事参议院院长，云南省政府主席由卢汉续任。10月4日晨，龙云脱险上五华山，抗拒蒋介石的命令。10月6日，龙云被迫飞往重庆就任军事参议院院长、战略顾问委员会副主任（代主任）等闲职。
- 绥靖公署主任龍雲[4]:258（1936年8月2日至1945年7月）
- 绥靖公署副主任兼贵州省主席薛岳（1937年5月-1937年9月）、吳鼎昌[4]:258（1937年11月至1944年12月）
- 绥靖公署參謀長王天嗚[4]:258。
- 军训处：少将处长韦杵
- 副官处：少将处长刘剑魂（1902--1960）
- 干部训练总队：队长韦杵 大队附魏沛苍（1899--1966）
- 警卫大队/公署护卫混成旅独立团：团长龙绳祖（1906--1984）
- 步兵第一旅
- 步兵第二旅
- 步兵第三旅
- 步兵第五旅
- 步兵第六旅（暂编第23师）：旅长潘朔端。
- 滇黔绥靖公署航空处：1933年9月讨逆军第十路航空队改为讨逆军第十路航空处。戴永萃为处长，张汝汉为副处长。
- 东路护路大队

### 川康綏靖公署
1936年11月19日成立于四川成都，指挥川西、西康两地驻军，1947年7月24日撤销。
主任劉湘（1936年11月19日至1938年1月20日），鍾體乾（1938年1月29日代），鄧錫侯（1938年3月2日－1945年7月）；副主任潘文華；參謀長馬毓智；副參謀長余中英:258。1945年7月裁撤。:242

### 浙闽赣皖边区绥靖主任公署
1936年12月5日成立于浙江衢县，指挥浙江、福建、江西、安徽四省交界处的驻军，1937年8月6日改编为第10集团军。主任刘建绪。

### 江蘇綏靖公署
1937年4月23日成立于江苏淮阴，指挥苏北驻军，1938年6月7日改编为第5集团军。
主任于學忠（1937年4月28日至1938年2月）。

### 川陝鄂邊區綏靖公署
成立於閬中。主任潘文華（1939年1月27日至1945年7月，1947年7月－1949年）。副主任祝紹周，參謀長戴高翔，副參謀長韓任民。:2581945年7月裁撤。:243

### 鄂湘川黔邊區綏靖公署
主任谷正倫（1939年4月29日至1945年），潘文華（1945年10月22日－12月31日），宋希濂（1949年9月－12月19日）。成立於黔江。1945年7月裁撤。:243參謀長唐星。:258

### 川鄂湘黔边区绥靖主任公署
1936年9月18日成立于四川万县，指挥四川、湖北、湖南、贵州边区驻军，1937年9月13日改编为第2军团。主任徐源泉。

### 徐州綏靖公署
主任顧祝同（1945年12月20日至1946年5月31日），薛岳（1946年5月31日－1947年5月10日）。1947年4月,顾祝同重新回到徐州坐镇指挥,徐州绥靖公署改组为陆军总司令部徐州司令部。

### 鄭州綏靖公署
主任劉峙（1945年12月20日至1946年9月），胡宗南、刘汝明、孙震任副主任。辖第一战区和第四、第五、第七绥靖区。
1946年9月主任顧祝同，范汉杰调任副主任。
1947年3月该绥靖公署改为陆军总司令部徐州司令部郑州指挥所，顾祝同兼主任，辖整编第二十六军和第四绥靖区。不久范汉杰接顾祝同任主任。
1947年5月26日，第五绥靖区奉令与陆军总司令部郑州指挥所合并，范汉杰调任第一兵团司令，孙震继任郑州陆军指挥所主任，称病回成都。直至1947年入冬才就职。指挥所副主任张世希，参谋长韩文源，副参谋长李循道，秘书长卢旭全，均为顾祝同的夹袋人物。1948年1月，由于开封、许昌、洛阳相继被解放军攻占，郑州成为孤点，且顾祝同调任参谋总长，刘峙接任徐州剿总总司令官，孙震任徐州剿匪总司令部副总司令兼郑州指挥所主任。1948年6月孙震调职。

### 衢州綏靖公署
1946年1月6日正式成立。负责浙、闽两省及皖南、赣东地区并辖第31军、整编第44师。设：
- 绥署主任余漢謀（1946年3月15日至1948年7月）、湯恩伯（1948年7月-1949年1月）
- 参谋处长李奉武
- 总务处长郑训晟
- 政务处长谢崧举
- 军务处长方万云
- 军法处处长陆栓芳
- 经理处处长叶纬卿
- 交通处长李拓
- 秘书长陈同时(昶)、郑烦庚

1948年汤恩伯任主任，陈大庆、宋思一、张雪中、宣铁吾任副主任（辖第31、第75军）。
1949年1月21日撤銷衢州綏署，並改制为福州绥靖公署。

### 張垣綏靖公署
主任傅作義（1947年1月16日至12月2日）。:243由原第十二戰區長官部改組，受北平行營督導。:48

### 保定綏靖公署
主任孫連仲（1947年3月至12月2日）。原第十一戰區長官部改組，受北平行營督導。:48

### 西安綏靖公署
国民政府曾先后两次在西安设置绥靖公署。
1931年7月，西北行营副主任杨虎城出任行营代主任。民国21年（1932年）1月2日，西北行营改称西安绥靖公署（也说“駐陝綏靖公署”、陕西绥靖公署）。驻西安新城。绥署各处与第十七路军总指挥部各处实行一套人马、两块牌子。西安绥靖公署所辖部队，除第十七路军外，还包括甘肃等地一些接受番号的地方部队。
- 绥署主任杨虎城
- 参谋长韩光琦/李兴中
- 总参议王一山
- 办公厅主任陈子坚/续式甫/贾文郁
- 秘书处处长李百川
- 参谋处
- 副官处
- 军需处
- 军械处
- 军法处
- 军医处
- 交通处
- 交际处处长申伯纯
- 西安绥署驻甘行署：1932年6月至1933年9月13日，在兰州设立。邓宝珊为行署主任，代替陕军将领孙蔚如主持甘肃宣慰使署。续范亭为行署参谋长，王新令为秘书长，行署机关连同直属特务营、教导队，官兵不足1,000人。名义上指挥驻甘各部队：陕军孙蔚如第十七师，陆军鲁大昌新编第十四师、李贵清新编第十旅、石英秀新编第十一旅、马鸿宾新编第七师、马步青暂编骑兵第二师等，但邓宝珊不能调动部队，他們对邓宝珊只是表面应付。1933年9月裁撒[11]。

民国26年（1937年）4月27日，杨虎城被迫辞去西安绥靖公署主任和十七路军总指挥等所有一切职务。1937年5月7日，南京国民政府宣布正式撤销西安绥靖公署和第十七路军及其总指挥部。
1947年3月4日第一戰區改组为西安绥靖公署，因小雁塔区内房舍有限，仅绥署办公厅、第一处、第三处、副官处、机要室、研究室等单位驻此，而绥署的其他处室仍分散驻扎在外。辖整编第一军（军长董钊，辖3个整编师），整编第二十九军（军长刘戡，辖3个整编师）及整编第十七师等4个整编师，另有2个新编旅、2个骑兵旅、4个炮兵团和绥署直辖特种兵部队5个团，合计为24个整编旅约18万人，分布在陕西、豫西、晋南和陇东地区。指挥驻陕、甘、宁、青的地方部队、保安团队和民团武装。
- 主任胡宗南
- 副主任裴昌会、高桂滋；后增加於达、罗列、赵龙文 石敬亭
- 参谋长盛文/罗列
  - 副参谋长：薛敏泉 沈策 贾贵英
- 办公厅秘书长赵龙文
- 第一处（人事）处长 张汝弼 李德庵(生润)
- 第二处（军事情报）设在北院门街北口路西公字一号院内。处长刘庆曾
- 第三处（参谋）处长 汪承钊 裴世禺
- 第四处（交通通讯）设在铁路局机关内。处长王企光(兼)/靳存德(副处长代理处长)
- 军法处及其看守所设在城南张家村。处长 李润忻
- 政工新闻处 在建国公园（今西安儿童公园）内。处长 王超凡
- 经理处 在五岳庙门。处长 赵伦元
- 军医处 在南城联勤西安陆军总医院办公。处长 赵汉江
- 副官（总务）处：处长 李中毅 刘大军(副)蒋竹三(副)。
- 西安党政军高级干部会议（原特种联席会报）秘书处
- 高参室：龚皓
- 机要室：主任王微/费正贵
- 研究室
- 潼关指挥所： 主任 陶峙岳(兼)
- 洛川前进指挥所/延安前进指挥所/大荔指挥所/宝鸡指挥所：1947为前進陕甘宁边区统一指挥军队（包括邓宝珊、马鸿逵、马步芳等部），在洛川设立前进指挥所，第一战区副司令长官裴昌会兼任指挥所主任，参谋长薛敏泉（第一战区副参谋长）、参谋处长汪承钊、科长赵宁国、政治部主任王超凡（一战区政工处长）、交通处处长王企光、炮兵指挥王观洲。1948年初撤除。
- 第五兵團：1948秋设立。司令裴昌会，下辖3个军
- 第十八兵團：1948秋设立。司令李振，下辖3个军

整編第一軍，整編第二十九軍，整編第十七師，整編第三十六師，整編第三十八師，整編第一師，整編第九十師，整編第二〇三師，整編第十三師，整編第二十七師，整編第六十五師，整編第七十六師，整編第七十九師，
- 第十八綏靖區（寳雞）1948年5月设立。以关中为属区，司令官董钊，后曹日晖
- 第十九綏靖區（商縣）1948年5月设立。以陕南为属区，司令官高桂滋未赴任，由副司令何文鼎代理 司令謝輔三
- 西安警備司令部
- 潼关前进指挥所
- 洛川（延安）前进指挥所
- 大荔前进指挥所

1949年9月16日，西安绥靖公署改编为川陕甘边区绥靖公署。。

### 湘鄂赣边区绥靖主任公署
1936年9月18日成立于江西萍乡，指挥湖南、湖北、江西三省交界处的驻军，1937年9月13日改编为第15军团。主任刘兴

### 武汉绥靖主任公署
1946年春，第六战区改称武汉行营。行营主任程潜，副主任孙蔚如、王瓒绪、唐式遵，参谋长郭忏(后为刘膺古接任），副参谋长王天鸣。1946年3月1日在汉口华商街(现江汉二路市科技情报所)举行成立仪式。4月24日设武汉行营政治部于中山大道766号，1946年11月改名为武汉行营新闻局，主任萧赞育，副主任冯剑飞。行营的主要任务负责湘、鄂、赣三省及皖、豫一部辖区的军令执行和作战指挥。该行营1946年7月辖：
- 第六绥靖区（辖整编第六十六、七十五师、司令周喦）第二十六集团军改编
- 第七绥靖区（辖第十、二十七集团军，司令王陵基）
- 武汉警备总司令部(辖整编第十一师，司令郭忏）
- 预备第六师
- 特务团
- 炮八团
- 工兵六团
- 工兵二十四团
- 通信三团
- 武汉行营(行辕)于1946年9月设立军 官大队，训练编余及伤愈官佐，分别予以转业和留用。大队设7个中队，学员最多时为1200余人。

1947年4月，根据国民政府国防最高委员会决议，武汉行营改为国民政府主席武汉行辕，其组织和职权依旧。1947年6月辖：
- 川黔鄂湘绥靖公署(主任潘文华)
- 第七绥靖区（司令萧之楚）
- 整编第五十二师
- 预备第六师

1947年8月，为堵截刘邓大军南下，武汉行辕在漯河设前进指挥所(主任张轸）。后改为第五绥靖区。
1948年2月武汉行辕辖：
- 第二十一绥靖区 (司令潘文华，驻宜昌）
- 第十七绥靖区(司令刘膺古，驻常德）
- 第十六绥靖区（司令霍揆彰，驻咸宁）
- 第五绥靖区（司令张轸，驻信阳）
- 第四兵团（司令吴绍周）。

1948年5月30日，武汉行辕改编为武汉绥靖主任公署。1948年7月1日改编为长沙绥靖主任公署。

### 長沙綏靖公署
主任程潛（1948年8月5日至1949年8月4日）。
刘膺古、唐式遵、黄杰、方天、李默庵任副主任。
辖第17绥靖区。

### 重慶綏靖公署
主任朱紹良（1948年8月5日至1949年1月21日），張羣（1949年1月21日－5月）。1949年5月，改稱為西南軍政長官公署。
王缵绪、贺国光、杨森、邓锡侯、钱大钧任副主任。辖第24、第26、第95、第98军。

### 福州綏靖公署
1949年1月底，由原衢州綏靖公署改組成立。綏署主任朱紹良（1949年1月21日至9月14日）。

### 桂林綏靖公署
1949年5月1日成立，主任李品仙（1949年2月14日至12月），黃旭初、莫樹杰兼副主任:8900。

### 貴州綏靖公署
主任谷正倫（1949年5月25日至11月）。

### 雲南綏靖公署
主任盧漢（1949年5月25日至12月9日），副主任韩文焕。

### 川鄂邊區綏靖公署
主任孫震（1949年8月24日至 ）。

### 川湘鄂邊區綏靖公署
主任宋希濂（1949年2月至12月）。

### 川陝甘邊區綏靖公署
主任胡宗南（1949年8月24日至12月7日）。:327

### 豫鄂陕边区绥靖主任公署
1936年9月18日成立于湖北襄阳，指挥河南、湖北、陕西三省交界处的驻军，1937年8月2日改编为第5集团军。主任上官云相。

### 豫陕鄂边区绥靖公署
1949年成立。中将参议李正韬（黄埔一期，曾任国大代表）

### 其他綏靖公署
松北、長春、瀋陽、黔桂邊區、江西、黔東南等。:18:450－452

## 汪精卫和平建国军的绥靖公署
1943年，汪精卫国民政府“参战”后，为适应战时体制，将军事委员会置于新设的最高国防会议之下，撤销编练总监公署，其职权转到陆军部。和平建国军部队整编为方面军与绥靖公署。绥靖主任公署“为办理各该管省区及协商邻接边区绥靖事宜，特设绥靖主任公署以专其责”。绥靖主任“由国民政府任命之，隶属军事委员会，并受参谋、军政、军训、政训各部之指导”。“依照各该省区及邻接边区情形，遇有必要时，得于绥靖主任隶属之下，划分所辖为若干绥靖区，每区设司令官一人，秉承绥靖主任之命掌理区内绥靖事务”。绥靖主任公署“设参谋长一人，辅助主任处理一切事务，内设办公室及参谋、政训、副官、交通、军械、军需、军医、军法8处，分任各该管事务”。

### 淮海绥靖公署
1943年9月13日郝鹏举任淮海省省长（蘇淮特別區行政长官）兼保安司令兼徐州绥靖公署主任，原属苏北行营的潘干丞第28师、孙建炎第33师、田铁夫第35师及孙瑞五独立第11旅、独立第12旅、独立第18旅调淮海省。抗战胜利后，郝鹏举任国民革命军新编第六路军总司令，仍驻徐州一带。活动范围为汪伪淮海省：苏北、淮北的陇海铁路以南江苏省境内的徐州市、铜山、东海、睢宁、淮安、涟水、宿迁等1市17县和安徽北部的砀山、萧县、睢溪、宿县等4县，共计21县。
至1945年8月发展到近5万人：
- 第一师：师长乜庭宾(中共特别党员)
- 第二师：师长张奇(中共特别党员)
- 第三师：师长李铁民
- 第四师：师长曾纪瑞
- 警卫团：团长张学孔
- 特务：团长李泽州、李仰州
- 骑兵团：上校团长朱
- 炮兵团
- 通讯营
- 辎重营
- 兵工厂
- 被服厂
- 军医院
- 军事教导团：团长郝鹏举兼，少将教育长刘勉/彭定一

第一集团军(李长江部)1941年2月13日在汪伪的引诱下，国民党苏鲁皖边区游击纵队副总指挥李长江率部3万多人投敌，汪伪政府将其改编为第一集团军，李长江为总司令。7月21日任命颜秀五为副总司令,8月1日任命郝鹏举为参谋长，所部编为4个师2个旅1个团 。1943年12月24日该集团军撤销，所部编入第五集团军。
暂编第二十四师，师长颜秀五兼；
暂编第二十五师，师长秦庆霖；
暂编第二十六师，师长陈才福；
暂编第二十七师．师长何春霖 1944年撤销番号
暂编独立第十旅，旅长丁聚堂。1942年4月15日独立第十旅扩编成暂编第三十七师,丁聚堂为师长。 
暂编独立第十一旅， 旅长孙瑞五。
第二集团军(杨仲华部)1941年6月21日江苏省保安第八旅旅长杨仲华通电投敌，汪伪政府将该部改编为苏皖边区绥靖总司令部。1941年7月22日又任命杨仲华兼任第二集团军总司令，所属编为3个师2个旅，1942年10月14日该集团军撤销，所属各师直属苏北行营。
暂编第三十二 徐绍南。1943年3月18日改编为江苏省保安队
第三十三  孙建炎 1944年1月26日改编为苏北屯垦警备队
第三十四师 陈同
2个独立旅，田铁夫旅长。暂编第三十五师田铁夫部被改编为江苏水上警察队
1941年4月国民党第八十九军第三十三师团长潘干丞、鲁苏战区独立团团长刘湘图率所部投敌。汪伪政府将其分别改编为暂编第二十八师和暂编第二十二师，驻苏北高邮、宝应和兴化；
1941年春国民党忠义救国军蔡鑫元（蔡正鑫）部投敌后被编为“和平建国军”第七路。11月又将该部改编为暂编第十九师，以蔡为师长，驻泰兴。1944年1月26日改编为苏北屯垦警备队
1943年12月22日将原第一 第二集团军所属合编为第五集团军．项致庄为总司令,辖第九 第十二军2个军共5个师。
第九军，军长颜秀五，秦庆霖为副军长，辖暂编第二十四师，师长秦庆霖兼；暂编第二十六师．师长陈才福；
第十二军，军长项致庄兼，辖暂编第三十五师，师长田铁夫；暂编第三十六师，师长陈同；暂编第三十七师,师长丁聚堂。
```
各师于1944年6月16日取消“暂编”字样。
```

### 苏北绥靖公署
1943年5月24日，汪伪最高国防会议第16次会议决定撤销苏北行营，改设军事委员会苏北绥靖主任公署，汪精卫兼任主任，张北山兼任参谋长。1943年6月22日，苏北行营正式撤销。
1944年初，周佛海任命项致庄为苏北绥靖公署主任兼第十二军军长。
1944年夏，项致庄率第十二军调杭州。孙良诚调任苏北绥靖公署主任兼第二方面军总司令。辖：
- 第四军（39师、40师）
- 第五军（41师、42师）
- 第九军（24师、25师、26师）
- 独立第38师
- 独立第22师
- 暂编第19师
- 独立第19旅
- 独立第20旅

### 蘇州绥靖公署
1944年11月2日成立苏州绥署。第一方面军总司令任援道兼绥署主任。驻苏南、淮南。辖：
- 第二军
  - 第1师
  - 第2师
- 第三军
  - 第3师
  - 第4师
- 独立旅
- 教导旅
- 特务旅

### 杭州绥靖公署
主任丁默邨
下辖：第十二军（34师、36师、37师）、独立10师、独立第4旅、独立第6旅、独立第11旅  
活动范围：浙江

### 武汉绥靖公署
叶蓬
下辖：第11师、第12师、第29师、暂5师、暂编6师、独立13旅。
活动范围：湖北和河南、安徽的一部分

### 广州绥靖公署
1941年9月军事委员会广东分会改组为广州绥靖公署，绥署主任陈耀祖（广东省代主席兼建设厅长兼广东全省保安司令兼）。1944年4月广东省省长陈春圃继任。1945年4月26日褚民谊接任。绥署参谋长郑洸熏/黄克明/许廷杰。辖：
- 第20师：1942年秋，番禺的曹荣（曹辉林）第三路，广东市桥的李辅群的第四路，分别整编为第39旅和第40旅，合编组建第20师。师长李讴一/1943年4月10日方颐。后改编为第一师。
- 第30师：伪广九路护路总队扩编。郑洸熏/1943年4月10日许廷杰/1944年7月15日黄克明
- 第43师：原番禺护沙总队扩编。师长朱全。
- 第44师：1943年3月，由驻中山地区的地方部队改编。师长高汉宗/李少庭。后改编为第三师。
- 第45师：原独立第2旅扩编。师长彭济华。后改为第二师。师长陈孝强（黄埔三期）。
- 省保安特务总队总队长黄启华
- 海军广州要港司令部：1941年11月13日广东江防司令部改称。司令招桂章/1942年10月7日萨福畴/1943年3月日何瀚滿/1944年9月招桂章。参谋长林若时/李云朴/梁大治

1940年7月，汪伪当局收编驻广东汕头、潮安一带的伪和平救国军第一集团军黄大伟部。7月初，汪伪军委会命令撤销上述番号，改编为闽粤边区绥靖总司令部，黄大伟任总司令。总司令部设汕头，所有福建沿海以及汕头、海南岛伪军均归其策动 指挥。 

### 蚌埠绥靖公署
1944年底上任的汪伪安徽省省长兼安徽省保安司令林柏生兼任蚌埠绥靖公署主任。后第三方面军总司令兼蚌埠绥署主任吴化文，辖：
- 第六军（46师、47师）
- 第七军（48师、49师、50师）

### 开封绥靖公署
主任劉郁芬。1943年7月第五方面军总司令兼开封绥靖公署主任庞炳勋，驻开封、新乡一带，辖23师、51师、独立14旅。